# Eelco Schaafsma
Eelco Schaafsma (Dokkum, 29 juni 1858 - Bergum, 24 maart 1914) was een Nederlands politicus.
Schaafsma was een Friese advocaat en rechtbankgriffier, die zeven jaar als afgevaardigde van het district Dokkum in de Tweede Kamer zat. Hij was de zoon van een boekhandelaar. Vooruitstrevend liberaal, die voorstander was van kiesrechtuitbreiding. Hij speelde geen belangrijke rol als Kamerlid.